# Uroplatus pietschmanni
Uroplatus pietschmanni is een hagedis die behoort tot de gekko's. Het is een van de soorten bladstaartgekko's uit het geslacht Uroplatus.

## Naam en indeling
De wetenschappelijke naam van de soort werd voor het eerst voorgesteld door Andreas Böhle en Patrick Schönecker in 2004. De soortaanduiding pietschmanni is een eerbetoon aan de Duitse kweker gekko-kweker Jürgen Pietschmann.

## Uiterlijke kenmerken
De soort kan een kopromplengte bereiken van 8,1 centimeter en een totale lengte inclusief staart van 13,4 cm.

## Verspreiding en habitat
De soort komt voor in delen van Afrika en leeft endemisch in Madagaskar. De soort is hier alleen aangetroffen in de regenwouden aan de oostkust van het eiland. De habitat bestaat uit vochtige tropische en subtropische bossen, zowel in laaglanden als in bergstreken. De bladstaartgekko is aangetroffen op een hoogte van ongeveer 900 tot 1200 meter boven zeeniveau.

## Beschermingsstatus
Door de internationale natuurbeschermingsorganisatie IUCN is de beschermingsstatus 'bedreigd' toegewezen (Endangered of EN).